# Geranium planum
Geranium planum là một loài thực vật có hoa trong họ Mỏ hạc. Loài này được Halloy mô tả khoa học đầu tiên năm 1998.